# Neurothemis fulvia
Neurothemis fulvia е вид водно конче от семейство Libellulidae. Видът не е застрашен от изчезване.

## Разпространение
Разпространен е в Бангладеш, Бутан, Виетнам, Индия (Аруначал Прадеш, Асам, Дарджилинг, Джаркханд, Западна Бенгалия, Карнатака, Керала, Мадхя Прадеш, Манипур, Махаращра, Мегхалая, Мизорам, Нагаланд, Ориса, Пенджаб, Тамил Наду, Трипура, Утаракханд, Химачал Прадеш и Чхатисгарх), Индонезия (Суматра), Камбоджа, Китай (Гуандун, Гуанси, Фудзиен и Хайнан), Лаос, Малайзия (Западна Малайзия), Мианмар, Непал, Провинции в КНР, Тайван, Тайланд и Хонконг.